# 英國飲食

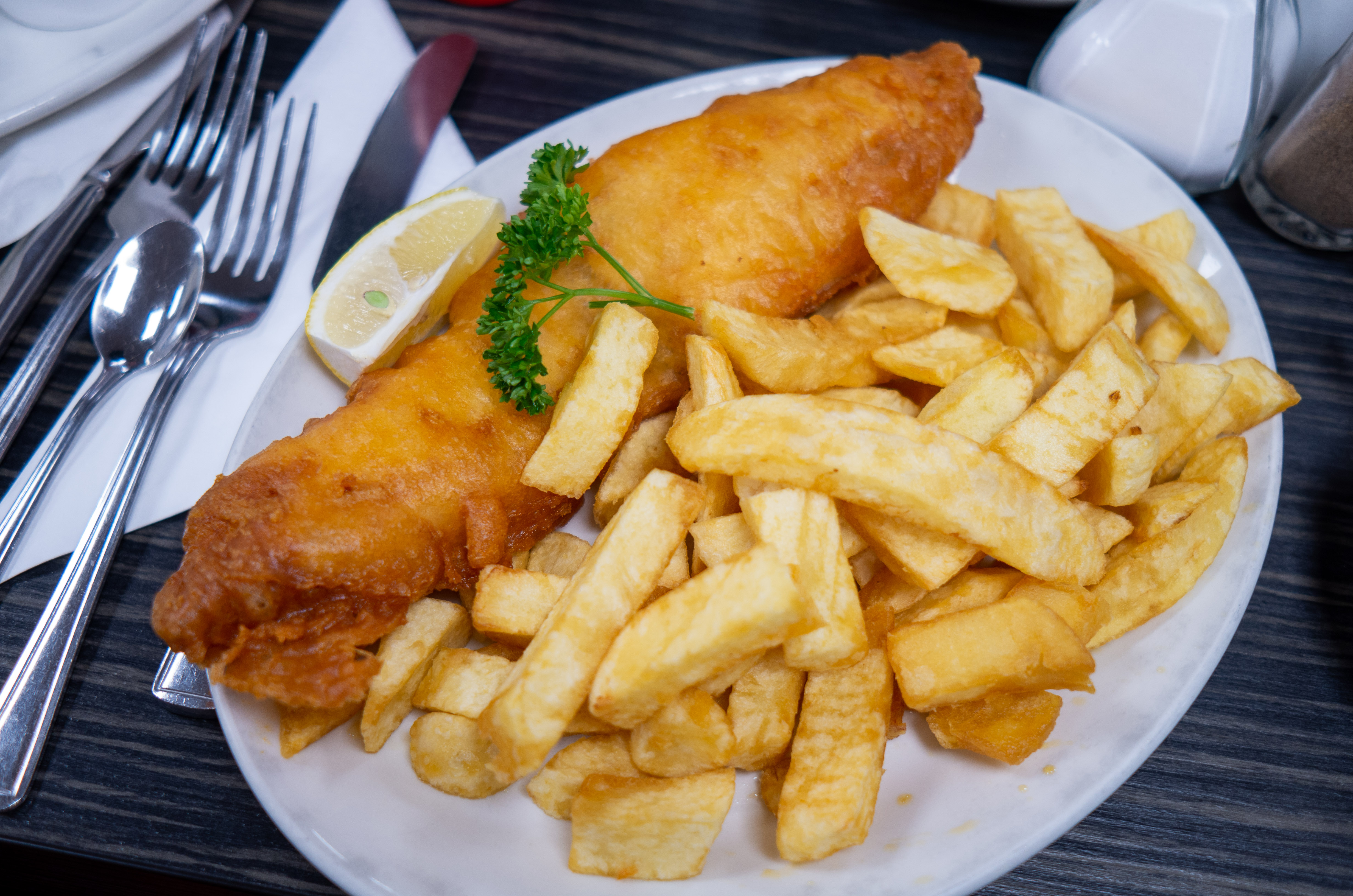
炸鱼薯条，英國流行的外帶食品

英國飲食（英語：British cuisine）或英國菜，是指主要流行在英國的飲食文化，包括英格蘭飲食、北愛爾蘭飲食、蘇格蘭飲食、威爾士飲食，以及由此派生的英式印度飲食。
英國飲食雖然和其他歐洲國家相比較為簡單，但英式早餐和其他歐洲國家相比較為豐盛，的確在正餐方面，和馳名天下的法國菜及意大利菜，甚至是東歐、北歐等歐洲國家的傳統飲食相比，英國飲食的菜餚種類較少，食材和料理法的種類也較少，即使近代大航海時代引入新大陸物種後，和其他歐洲國家相比，也嚴重依賴美洲食材來調味，例如源自美洲的馬鈴薯，就在英國飲食文化中佔有重要的地位，可視為英國人重要的主食。因故最為傳統的英國菜，在世界上、特別是宿敵法國人，給了英國料理「難吃」的刻板印象。英國人自身也常自嘲自己國家的飲食文化，但近年英國飲食文化在外國的印象已有變化，特別是非正餐的下午茶文化，引入了中國與印度的茶葉和香料後，這種融合卻也成為提升英國飲食文化的重要部分。同樣的英國菜雖然不出名，做為飯後點心的英國的甜點文化卻特別發達。
英國在過去一天只吃兩餐的家庭也不少見，取代午餐的是下午茶時間，而在下午茶時間時甜點的種類十分多樣。並且在英國現代，加入歐盟的移民擔任廚師，同樣可以品嚐到印度、中國、日韓以及舊殖民地國家，以及澳洲、美國的速食文化等世界各地飲食強國移民所製作的菜餚，使得英國成為飲食文化相當多樣的國家。

## 民族美食

### 英格蘭
英格蘭菜有自己獨特的屬性，但也與更廣泛的英國菜有很多共同點，部分是透過大英帝國時期從北美、中國和印度進口的食材和創意以及戰後移民的結果。一些傳統膳食，如香腸、麵包和起司、烤肉和燉肉、肉類和野味餡餅、煮蔬菜和肉湯以及淡水和鹹水魚都有著古老的起源。14世紀的英國烹飪書《The Forme of Cury》包含了這些食譜，其日期可追溯到理查二世的宮廷。

### 北愛爾蘭
北愛爾蘭的烹飪傳統植根於幾代農民家庭的主食——麵包和馬鈴薯。 至21世紀，當地美食發生了重大變化，其特點是美食酒吧和餐廳的品種、數量和品質不斷增加。目前北愛爾蘭有三家米其林星級餐廳，全部主要由當地食材烹調的傳統菜餚。

### 蘇格蘭
相比起英格蘭菜，蘇格蘭菜與斯堪的納維亞菜和法國菜的聯繫更為密切。傳統的蘇格蘭菜餚包括班諾克麵包、布羅斯、庫倫石龍子、鄧迪蛋糕、肉馅羊肚、柑橘醬、燕麦餬和蘇格蘭肉湯。

### 威爾斯
中世紀的威爾斯飲食種類相當有限；亨利二世的牧師威爾斯的傑拉爾德在1188年的一次旅行後寫道：「全體人民幾乎都靠燕麥及其牲口的乳製品如牛奶、起司和奶油為生。你不能指望威爾斯廚房會提供各種各樣的菜餚，更沒有美味的小吃來刺激您的食慾」。

四個地區的菜餚範例
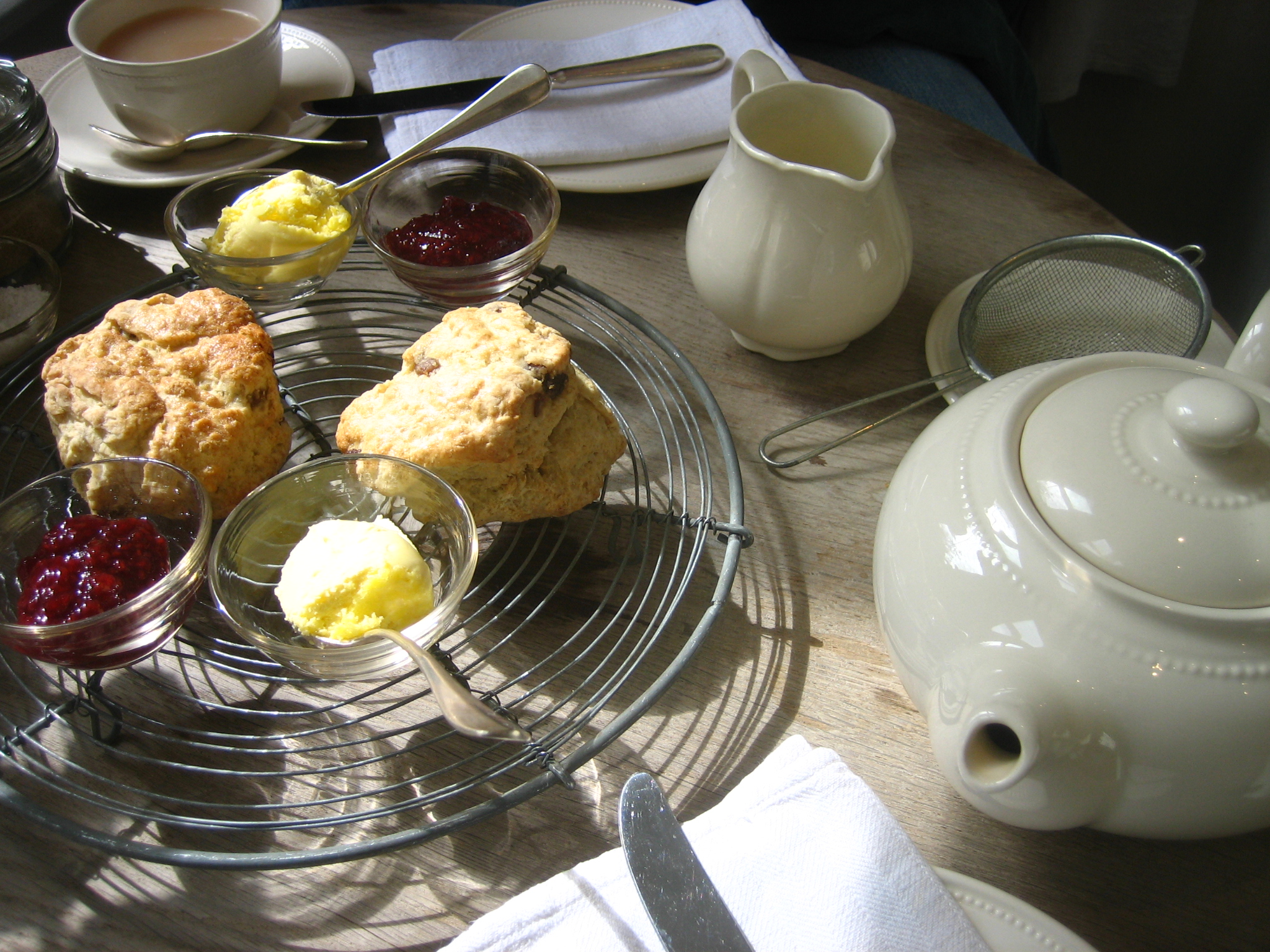
英式茶配司康
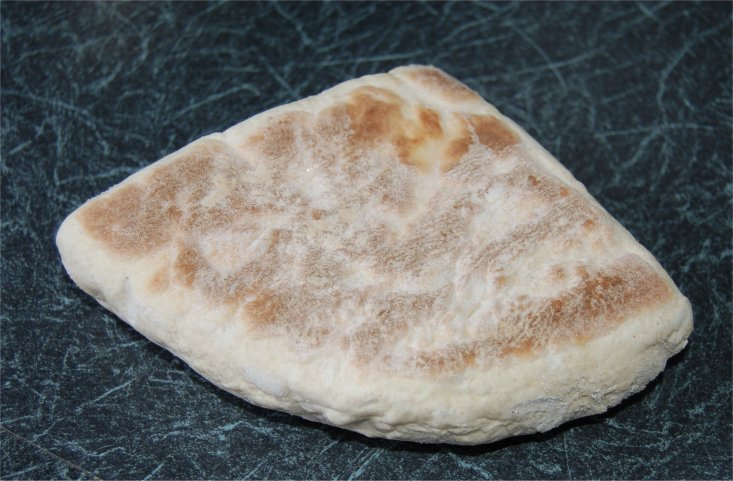
北愛爾蘭蘇打麵包法爾（英语：Soda bread）
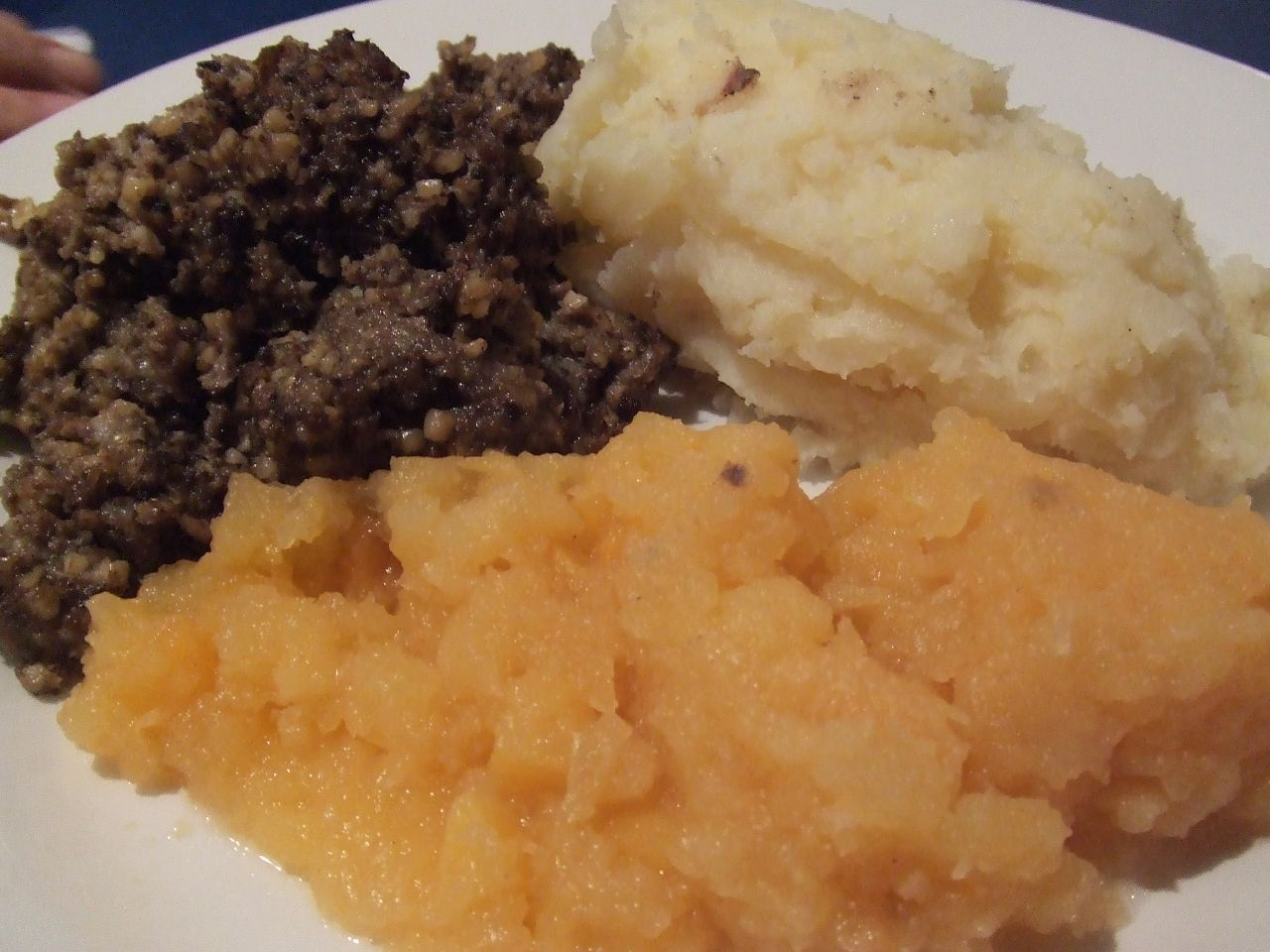
蘇格蘭肉餡羊肚、蕪菁甘藍和馬鈴薯
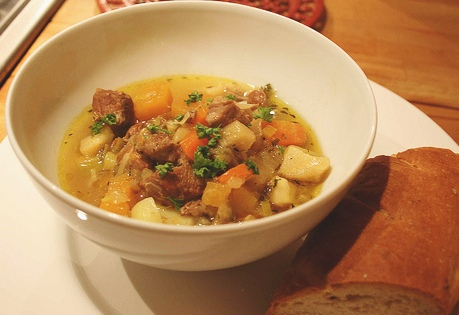
威爾士肉湯（英语：Cawl）

## 外部連結
- www.greatbritishkitchen.co.uk （页面存档备份，存于）
- Food Stories （页面存档备份，存于） - Explore a century of revolutionary change in UK food culture on the British Library's Food Stories website
- Guide to British Food and Drink （页面存档备份，存于）
- 'Great British Grub' （页面存档备份，存于） - Article in CondeNast Traveller India by Lalit Sultan Farzdan